# Arbeiter-Sommerolympiade 1937/Handball
Bei den III. Arbeiterolympiade 1937 in Antwerpen wurde zum  dritten und letztmals ein Feldhandball-Wettbewerb der Männer ausgetragen. Es siegte im Finale die Schweizer Mannschaft gegen die Niederländische in der Verlängerung.
Des Weiteren gab es zahlreiche Freundschaftsspiele.

## Resultate
|  | Halbfinale | Halbfinale                      | Halbfinale |  |         | Finale           | Finale           | Finale           |
|  |            |                                 |            |  |         |                  |                  |                  |
|  |            |                                 |            |  |         |                  |                  |                  |
|  |            | Belgien                         | 2          |  |         |                  |                  |                  |
|  |            | Schweiz                         | 10         |  |         |                  |                  |                  |
|  |            |                                 |            |  | Schweiz | 8                |                  |                  |
|  |            |                                 |            |  |         | Niederlande      | 6                |                  |
|  |            | Niederlande                     | 11         |  |         |                  |                  |                  |
|  |            | Völkerbundsmandat für Palästina | 5          |  |         | Spiel um Platz 3 | Spiel um Platz 3 | Spiel um Platz 3 |
|  |            |                                 |            |  |         |                  | Belgien          |                  |
|  |            | Völkerbundsmandat für Palästina |            |  |         |                  |                  |                  |
|  |            |                                 |            |  |         |                  |                  |                  |

### Halbfinale
| Freitag, 30. Juli 1937 16:45 Uhr | Belgien | 2:10 | Schweiz | RC Borgerhout, Antwerpen |
| Freitag, 30. Juli 1937 16:45 Uhr |         |      |         | RC Borgerhout, Antwerpen |
| Freitag, 30. Juli 1937 16:45 Uhr | [ 1 ]   |      |         | RC Borgerhout, Antwerpen |

| Freitag, 30. Juli 1937 18:00 Uhr | Niederlande | 9:9 | Völkerbundsmandat für Palästina | RC Borgerhout, Antwerpen |
| Freitag, 30. Juli 1937 18:00 Uhr |             |     |                                 | RC Borgerhout, Antwerpen |
| Freitag, 30. Juli 1937 18:00 Uhr | [ 2 ]       |     |                                 | RC Borgerhout, Antwerpen |

### Wiederholungsspiel
| Samstag, 31. Juli 1937 | Niederlande | 11:5 | Völkerbundsmandat für Palästina | Antwerpen Schiedsrichter: Stettler |
| Samstag, 31. Juli 1937 |             |      |                                 | Antwerpen Schiedsrichter: Stettler |
| Samstag, 31. Juli 1937 | [ 4 ]       |      |                                 | Antwerpen Schiedsrichter: Stettler |

### Spiel um Platz 3
| Samstag, 31. Juli 1937 16:45 Uhr | Belgien | Sieg Unbekannt | Völkerbundsmandat für Palästina | Tubantia, Antwerpen |
| Samstag, 31. Juli 1937 16:45 Uhr |         |                |                                 | Tubantia, Antwerpen |
| Samstag, 31. Juli 1937 16:45 Uhr |         |                |                                 | Tubantia, Antwerpen |

### Finale
| Schweiz                                                       | Schweiz | Niederlande | Niederlande |
| ------------------------------------------------------------- | --- | --- | ----------- |
| Schweiz                                                       | \| Finale[3][5] \| \| Sonntag, den 1. August um 16:00 in Antwerpen (Olympiastadion) \| \| Ergebnis: 8:6 n. V. (4:4, 6:6) \| \| Zuschauer: 50 000[6] \| | \| Finale[3][5] \| \| Sonntag, den 1. August um 16:00 in Antwerpen (Olympiastadion) \| \| Ergebnis: 8:6 n. V. (4:4, 6:6) \| \| Zuschauer: 50 000[6] \| | Niederlande |
| Schweiz                                                       | Spieler unbekannt | Spieler unbekannt | Niederlande |
| Schweiz                                                       | 1:0 2:2 3:4 4:4 5:4 6:5 7:6 8:6 | 1:1 1:2 2:3 2:4 5:5 6:6 | Niederlande |
| Finale                                                        | | |             |
| Sonntag, den 1. August um 16:00 in Antwerpen (Olympiastadion) | | |             |
| Ergebnis: 8:6 n. V. (4:4, 6:6)                                | | |             |
| Zuschauer: 50 000                                             | | |             |

## Endstand
| Rang | Land                   |
| ---- | ---------------------- |
|      | Schweiz                |
|      | Niederlande            |
|      | Belgien oder Palästina |
| 4    | Belgien oder Palästina |